# Goldrubinglas

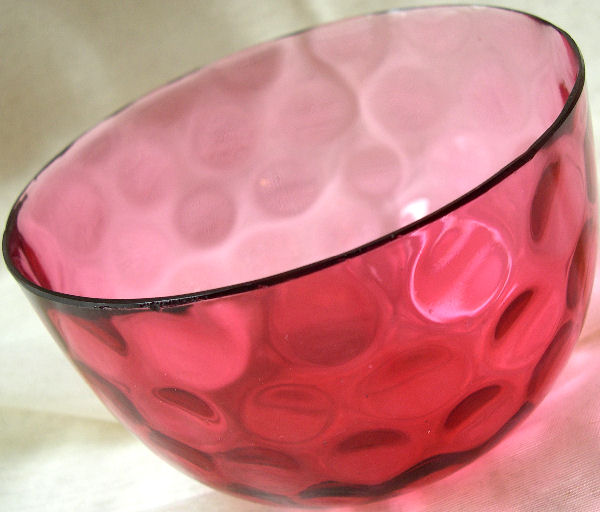
Historische Schale aus Goldrubinglas

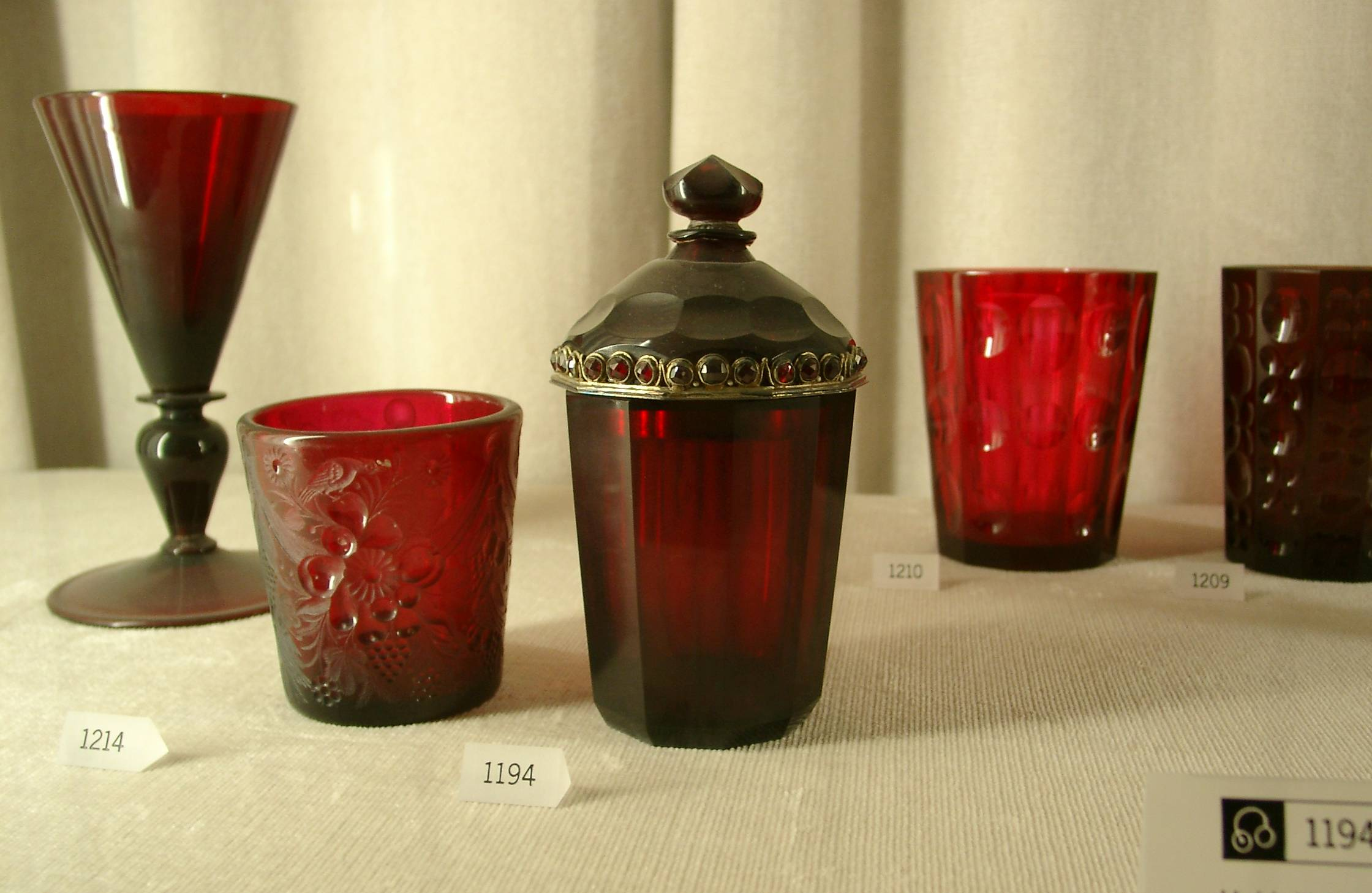
Der Becher aus Goldrubinglas mit dem Deckel wird Johannes Kunckel zugeschrieben.

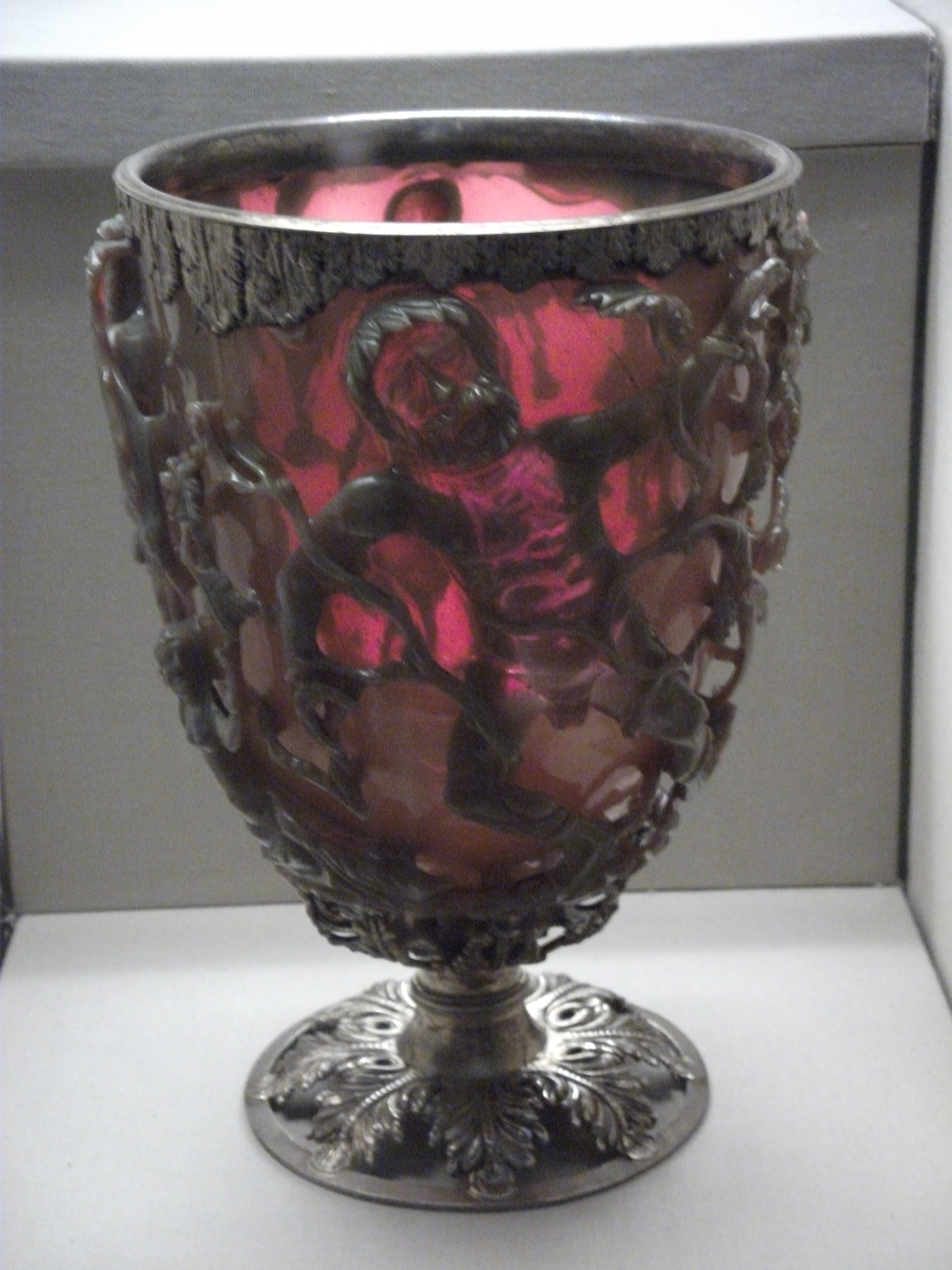
Der Lykurgosbecher aus dem 4. Jahrhundert aus dichroitischem Glas

Goldrubinglas ist eine Sammelbezeichnung für zartrosa bis dunkelrote Gläser, die mit in der Glasschmelze gelöstem, kolloidalem Gold gefärbt sind. Farbwirksames Pigment ist Goldpurpur. Die Farbe erscheint auch in größerer Schichtdicke nicht schwarz. Die Färbung ist im aus der Schmelze abkühlenden Glas nur unvollkommen sichtbar und erscheint erst beim Wiedererhitzen in ihrer vollen Farbstärke, da es sich um eine sogenannte Anlauffarbe handelt. Durch Diffusionsvorgänge bilden sich die kolloidalen Teilchen im Glas während der erneuten Erwärmung. Die Färbung von Goldrubinglas entsteht durch die Anregung von Plasmonen, wobei die Plasmonenresonanzfrequenz abhängig ist von der Größe und Form der Goldnanopartikel. Für sphärische Goldnanopartikel liegt die Resonanzfrequenz typischerweise bei 510 bis 540 nm, was zur typisch roten Farbe des Glases führt.
Es lassen sich unter anderem Kalk-Natron-Glas und Bleiglas zum Goldrubinglas färben. Die meisten im Handel erhältlichen Goldrubingläser enthalten gewisse Anteile Bleioxid, da das die Bildung der Kolloide unterstützt. Ein weiterer Bestandteil ist häufig Zinn, das in metallischer Form als Reduktionsmittel zugesetzt wird. Auf Borosilikatglas lassen sich rosaviolette Färbungen durch das Bedampfen mit Gold herstellen.
Es wird etwa für Trinkgläser, Glasfenster und Verkehrsampelglas verwendet, wurde aber fast vollkommen durch das wesentlich preiswertere und eher gelbstichige Selenrubinglas verdrängt. Darüber hinaus gibt es noch ein oft etwas braunstichiges Kupferrubinglas. Ein sehr altes Beispiel ist der in Diatrettechnik hergestellte Lykurgosbecher.
Diese Art Glas zu färben wurde erstmals von Giambattista della Porta in seiner Magia naturalis erwähnt. In der Ausgabe Neapel 1589 heißt es im 6. Buch, 9. Kapitel (S. 123) De smalto rosei clari coloris conficiendo: „Floridissimum rosae colorem in vitra perspicies, quo exornando auro uti poteris“ – „die blühendste Farbe der Rose wirst du im Glas erblicken, wenn du Gold als Bestandteil verwenden kannst“. Wenig später wird es von Antonius Neri in L’arte vetraria (Kapitel 129 im 7. Buch) erwähnt. Johann Christian Orschall publizierte 1682 eine Herstellungsrezeptur für Rubinglas. Johannes Kunckel verfeinerte die Rezepturen später zur Produktionsreife (um 1680). Ein weiteres Verfahren für Goldpurpur-Herstellung stammt von dem Hamburger Arzt Andreas Cassius (1685 veröffentlicht).